# بوسطة (فلم لبناني)
البوسطة (بالإنجليزية: The Autobus Arabic : Bosta) هو فيلم سينمائي لبناني من تأليف وإخراج وإنتاج فيليب عرقتنجي ويعتبر هذا الفيلم الأول لي فيليب عرقتنجي والمخرجة نادين لبكي.

## عنه
بوستا أو بوسطة هو فيلم لبناني 2005 للمخرج فيليب عرقتنجي. بوسطة هي قصة فنانين لبنانيين شباب يجتمعون مرة أخرى، بعد الانفصال، ويتجولون في مدن مختلفة في لبنان في حافلة قديمة، يؤدون نسخة فنية من الدبكة التي تصدم المحافظين، ولكنها تتحرك نحو المستقبل. سيمون إيمرسون ومارتن راسيل من المجموعة، الأفرو نظام صوت سلت تتألف الموسيقى الأصلية لل الدبكة (رقص) تسلسل وتأليف تسطير الفيلم على التوالي.

## قصة فيلم
هم فرقة اسمها البوسطة، يحاولن تطوير رقصة الدبكة بعد أن التقوا بعد أحداث عنف الحرب الأهلية اللبنانية.

## مشاركات وجوائز
كان بوسطة أفضل فيلم مبيع في لبنان في عام 2006. تم تقديم الفيلم كمدخل رسمي لبناني في حفل توزيع جوائز الأوسكار الـ79 (جوائز الأوسكار) في فئة أفضل فيلم بلغة أجنبية.

## الروابط الخارجية
- مقالات تستعمل روابط فنية بلا صلة مع ويكي بيانات